# Slussen

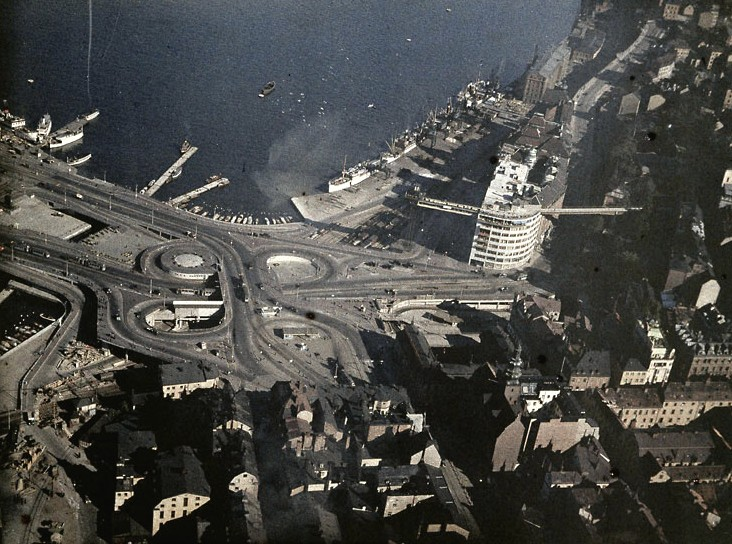
Slussen modern, fotografia de Gustav Cronquist de 1936

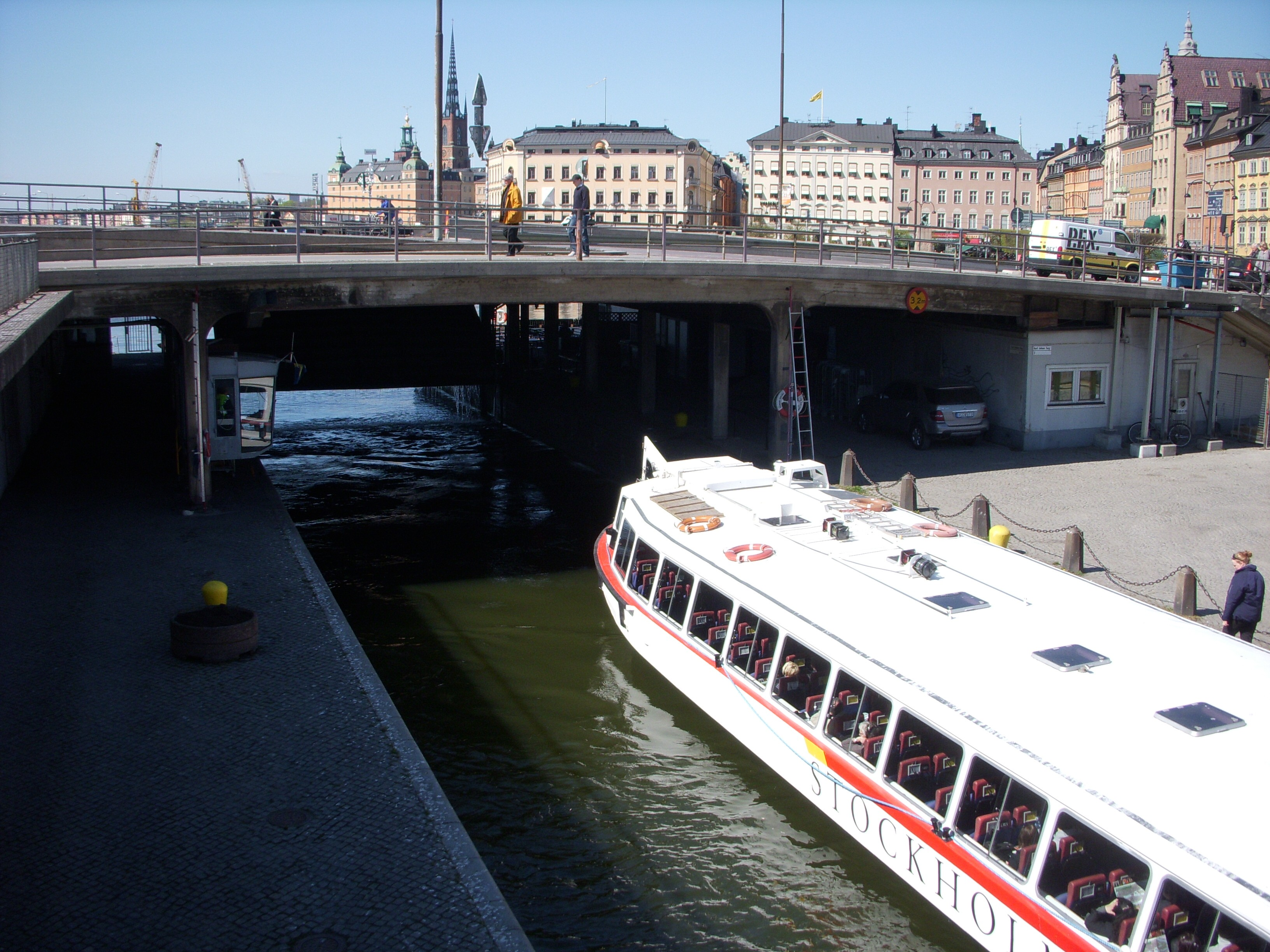
Slussen actual, abril de 2009

 Slussen  ("la resclosa") és una zona d'Estocolm, capital sueca, situada en ple centre de la ciutat. El que crida més l'atenció és la seva estructura d'obra civil (important en el seu temps). És un important centre vial, ferroviari i fins i tot portuari.
Construït fa uns cent anys, ha estat proposat per a una remodelació, ja que els seus fonaments estan cedint lentament.

## Nota
1. ↑  José María Ballester; Sweden. Riksantikvarieämbetet. Sustained care of the cultural heritage against pollution: based on the proceedings of the seminar entitled "Sustained care of the cultural heritage against deterioration due to pollution and other similar factors : evaluation, risk management and public awareness".  Council of Europe, 2000, p. 149–. ISBN 9789287142320 [Consulta: 14 febrer 2011].